# Mount Blue Sky
Der Mount Blue Sky, von 1895 bis 14. September 2023 Mount Evans genannt, ist der höchste und bekannteste Berg in der Front Range, einem Gebirgszug der Rocky Mountains, im Clear Creek County, Colorado, USA. Er zählt mit 4348 Metern (14.264 Fuß) Höhe zu den 54 sogenannten Fourteeners in Colorado, also den Gipfeln von über 14.000 Fuß Höhe. Von diesen ist er der Stadt Denver am nächsten gelegene, die Entfernung beträgt rund 70 km. Er überragt den Pikes Peak nahe Colorado Springs noch um etwa 50 Meter.
Ursprünglich trug der Berg den Namen Mount Rosa oder Mount Rosalie (nach der Frau des Landschaftsmalers Albert Bierstadt, dem die Erstbesteigung zugeschrieben wird). 1895 wurde der Berg zu Ehren des zweiten Gouverneurs des Colorado Territories, John Evans, umbenannt. Am 15. September 2023 wurde der Berg in Mount Blue Sky umbenannt. Der Grund hierfür ist, dass John Evans das Sand-Creek-Massaker an über 200 Stammesmitglieder der Cheyenne und Arapaho, zumeist Frauen und Kinder, im November 1864 autorisiert hatte.
Neben dem Pikes Peak und dem Mount Bierstadt prägt der Mount Blue Sky das Bild der Front Range, wenn man sich von Osten her über die Great Plains den Rocky Mountains nähert.
Zwischen Mount Evans und dem Pikes Peak gab es immer einen gewissen Wettbewerb um die Aufmerksamkeit der Touristen. Nachdem auf den Pikes Peak eine Mautstraße gebaut worden war, sorgte Denvers damaliger Bürgermeister Anfang der 1970er Jahre dafür, dass auch der Gipfel des Mount Blue Sky bald per Auto zu erreichen war. Der Mount Evans Scenic Byway gilt nun als höchste asphaltierte Straße Nordamerikas.
In der Nähe des Gipfels befindet sich das Meyer-Womble Observatory der University of Denver. 
Seit 1962 findet das Radsport-Bergrennen Bob Cook Memorial Mount Evans Hill Climb am Mount Blue Sky statt.